# Княжево (Угличский район)
Княжево — деревня в Угличском районе Ярославской области России. Входит в состав Головинского сельского округа Головинского сельского поселения.

## География
Деревня находится в юго-западной части области, в зоне хвойно-широколиственных лесов, на левом берегу реки Волги (Угличское водохранилище), на расстоянии примерно 6 километров (по прямой) к юго-западу от города Углича, административного центра района. Абсолютная высота — 123 метра над уровнем моря.

### Климат
Климат характеризуется как умеренно континентальный, со сравнительно холодной зимой и относительно тёплым летом. Среднегодовая температура воздуха — 3,2 °C. Средняя температура воздуха самого холодного месяца (января) — −10,8 °C (абсолютный минимум — −46 °C); самого тёплого месяца (июля) — 17,6 °C (абсолютный максимум — 35 °C). Вегетационный период длится около 165—170 дней. Годовое количество атмосферных осадков составляет 600—700 мм, из которых большая часть выпадает в тёплый период. Снежный покров держится в среднем 150 дней.

## История
Первая деревянная церковь в селе была построена в 1697 году. О ее освящении свидетельствовала надпись на памятном кресте: «Царь слава. Иисус Христос. Ника. Освятился алтарь Господи Бога и Спаса нашего Иисуса Христа, и водружен бысть крест сей в церкви Пресвятыя Владычицы нашея Богородицы Одигитрии... при благоверном государе царе и Великом князе Петре Алексеевиче...» В 1761 году вместо обветшавшей деревянной была построена каменная церковь с приделом во имя вкмц. Екатерины и колокольней. В 1827 году помещику М.М. Волынскому была выдана грамота на возведение новой церкви. Строительство было закончено в 1842 году уже после смерти Волынского. Средства на строительство в сумме 60000 рублей ассигнациями были внесены Лаврентием Антоновичем Дорожкевичем, доверенным лицом Волынского. Новая церковь имела три престола: Смоленской Божьей Матери, великомученицы Екатерины и Иоанна Рыльского. 
В конце XIX — начале XX века село входило в состав Муравьевской волости Мышкинского уезда Ярославской губернии.
С 1929 года село входило в состав Муравьевского сельсовета Угличского района, в 1980-е годы — в составе Головинского сельсовета, с 2005 года — в составе Головинского сельского поселения.

## Население
| 1859 | 2002 | 2007 | 2010 |
| ---- | ---- | ---- | ---- |
| 205  | ↘8   | ↘3   | ↘2   |

### Национальный состав
Согласно результатам переписи 2002 года, в национальной структуре населения русские составляли 100 % из 8 чел.

## Достопримечательности
В селе расположена действующая Церковь Смоленской иконы Божией Матери (1842).